# Manoir du Vaugace
Le manoir du Vaugace est un édifice situé à Saint-Marcel en France.

## Localisation
Le manoir est situé sur le territoire de la commune de Saint-Marcel, au lieu-dit le Vaugace, dans le département du Morbihan en région Bretagne.

## Description
Le manoir date du XVe siècle, édifice à un étage carré, construit en moellons de granite et de schiste. Coursière en encorbellement, logis à deux pièces par niveau, boulins de pigeonnier. Toiture à longs pans  recouverte d'ardoises, pignon couvert.

## Historique
La seigneurie du Vaugace est détenue en 1426 par Jehan Salmon. Il est peut-être à l'origine de la construction du manoir qui présente des particularités architecturales de ce début du XVe siècle. Lors de la réformation (recensement de la noblesse) de 1513, la seigneurie appartenait à Olivier Vivien, receveur des fouages pour l'évêché de Vannes ; à celle de 1536, elle appartient à Gilles de la Lande et à Gillette de Lesernan. Elle passe ensuite dans la famille Lucas de Peslouan jusqu'à la fin du XVIIIe siècle. Au XIXe siècle, le manoir est entre les mains d'Edmond Rialan, notaire à Ploërmel. Déclassé en ferme et laissé peu à peu à l'abandon, il a récemment bénéficié d'une restauration au cours de laquelle a été remise en place la coursière en encorbellement qui permettait la circulation à l'étage,.
Le manoir est inscrit à l'inventaire général du patrimoine culturel